# Unidad Vecinal Portales
La Unidad Vecinal Portales (Villa Portales) es un conjunto de bloques de viviendas, obra emblemática de la arquitectura moderna en Chile. Ubicada en la comuna de Estación Central, en la ciudad de Santiago, limita al sur y este con la Universidad de Santiago, y al norte y oeste con la comuna de Quinta Normal. La Unidad Vecinal está ubicada en el polígono definido por El Belloto, Las Sophoras, El Arrayán, Las Encinas, Av. Portales y General Velásquez.
La Unidad Vecinal Portales ocupa un terreno de 31 hectáreas, de las cuales 6,2 están construidas. El conjunto está compuesto por 1940 viviendas organizadas en 19 blocks, tanto en casas de uno o dos pisos, departamentos simples y dúplex en edificios de entre 5 y 7 pisos.
Fue diseñada en los años 1950 por la oficina de arquitectos B.V.C.H. (Bresciani, Valdés, Castillo y Huidobro) luego de recibir el encargo de una de las tres sociedades de la Caja de Previsión de Empleados Particulares (EMPART) en que fue dividido un terreno vendido por la Universidad de Chile a la EMPART, siendo construida entre 1954 y 1966. El proyecto buscaba solventar la falta de vivienda.